# Drosophila quinaria
Drosophila quinaria é uma espécie de mosca da fruta. Pode ser encontrada na natureza na parte asiática da Rússia.